# Les Alleuds (Deux-Sèvres)
Les Alleuds – miejscowość i dawna gmina we Francji, w regionie Nowa Akwitania, w departamencie Deux-Sèvres. W 2013 roku populacja gminy wynosiła 279 mieszkańców. 
W dniu 1 stycznia 2017 roku z połączenia dwóch ówczesnych gmin – Les Alleuds oraz Gournay-Loizé – utworzono nową gminę Alloinay. Siedzibą gminy została miejscowość Gournay-Loizé. 